# 前361年
| 千纪： | 前1千纪 |
| 世纪： | 前5世纪 \| 前4世纪 \| 前3世纪 |
| 年代： | 前390年代 \| 前380年代 \| 前370年代 \| 前360年代 \| 前350年代 \| 前340年代 \| 前330年代                                                                                             |
| 年份： | 前366年 \| 前365年 \| 前364年 \| 前363年 \| 前362年 \| 前361年 \| 前360年 \| 前359年 \| 前358年 \| 前357年 \| 前356年                                                               |
| 纪年： | 周顯王八年 魯共公二十二年 田齊桓公十四年 晉孝公二十八年 趙成侯十四年 魏惠王九年 韓昭侯二年 秦孝公元年 楚宣王九年 宋剔成君九年 衛成侯元年 燕後文公元年 越王無余十二年 中山桓公二十年 |

## 大事记
- 秦孝公渠梁下令求賢，衛鞅从魏国入秦国。 衛鞅在秦国实施商鞅变法的改革。
- 魏惠王遷都大梁，同時派龍賈率軍修築河西長城，對秦採取守勢。

## 逝世
- 安塔尔基达斯，斯巴达外交家、将领。
- 卡利斯特拉图斯，古雅典政治家、演说家。
- 無余，越国国君